# Jørgen Lerdam
Jørgen Lerdam, né en 1958, est un réalisateur et animateur danois, spécialisé dans le film d'animation.
En 1988, Jørgen Lerdam fait partie de l'équipe d'animateur qui fonde le studio d'animation A. Film A/S. Il participe à l'animation secondaire de certains films comme Charlie, Le Voyage d'Edgar dans la forêt magique ou encore Astérix et les Indiens.
Il fait ses débuts comme réalisateur, en rejoignant le duo Stefan Fjeldmark et Flemming Quist Møller pour Jungle Jack 2 : La Star de la Jungle qui sort au Danemark en 1996.

## Filmographie sélective
Comme réalisateur
- 1996 : Jungle Jack 2 : La Star de la Jungle, (avec Stefan Fjeldmark et Flemming Quist Møller)
- 2003-2004 : Jungledyret Hugo (série télévisée, 13 épisodes)
- 2004-2005 : The Fairytaler (en)  (série télévisée, 30 épisodes)
- 2007 : Jungle Jack 3
- 2012 : Niko, le petit renne 2 (avec Kari Juusonen)

Comme storyboardeur
- 2006 : Astérix et les Vikings
- 2006 : Le Vilain Petit Canard et moi

Comme animateur
- 1989 : Charlie (animation additionnelle des personnages)
- 1992 : Les Aventures de Zak et Crysta dans la forêt tropicale de FernGully
- 1993 : Le Voyage d'Edgar dans la forêt magique
- 1993 : Jungle Jack (chef-animateur)
- 1994 : Astérix et les Indiens (chef-animateur)
- 1995 : Balto, chien-loup, héros des neiges (animation additionnelle)
- 1996 : Jungle Jack 2 : La Star de la Jungle (chef-animateur)
- 1998 : Excalibur, l'épée magique
- 2000 : Gloups ! je suis un poisson
- 2005 : Zombie Hôtel (série télévisée, superviseur de la conception des personnages)
- 2010: Olsen-banden på de bonede gulve